# Бешкув-Ґурни
Бешкув-Ґурни (пол. Bieszków Górny) — село в Польщі, у гміні Мірув Шидловецького повіту Мазовецького воєводства.
Населення — 330 осіб (2011).
У 1975-1998 роках село належало до Радомського воєводства.

## Демографія
Демографічна структура станом на 31 березня 2011 року:
|          | Загалом | Допрацездатний вік | Працездатний вік | Постпрацездатний вік |
| -------- | ------- | ------------------ | ---------------- | -------------------- |
| Чоловіки | 168     | 29                 | 123              | 16                   |
| Жінки    | 162     | 43                 | 84               | 35                   |
| Разом    | 330     | 72                 | 207              | 51                   |